# Pavlovský autobusový závod

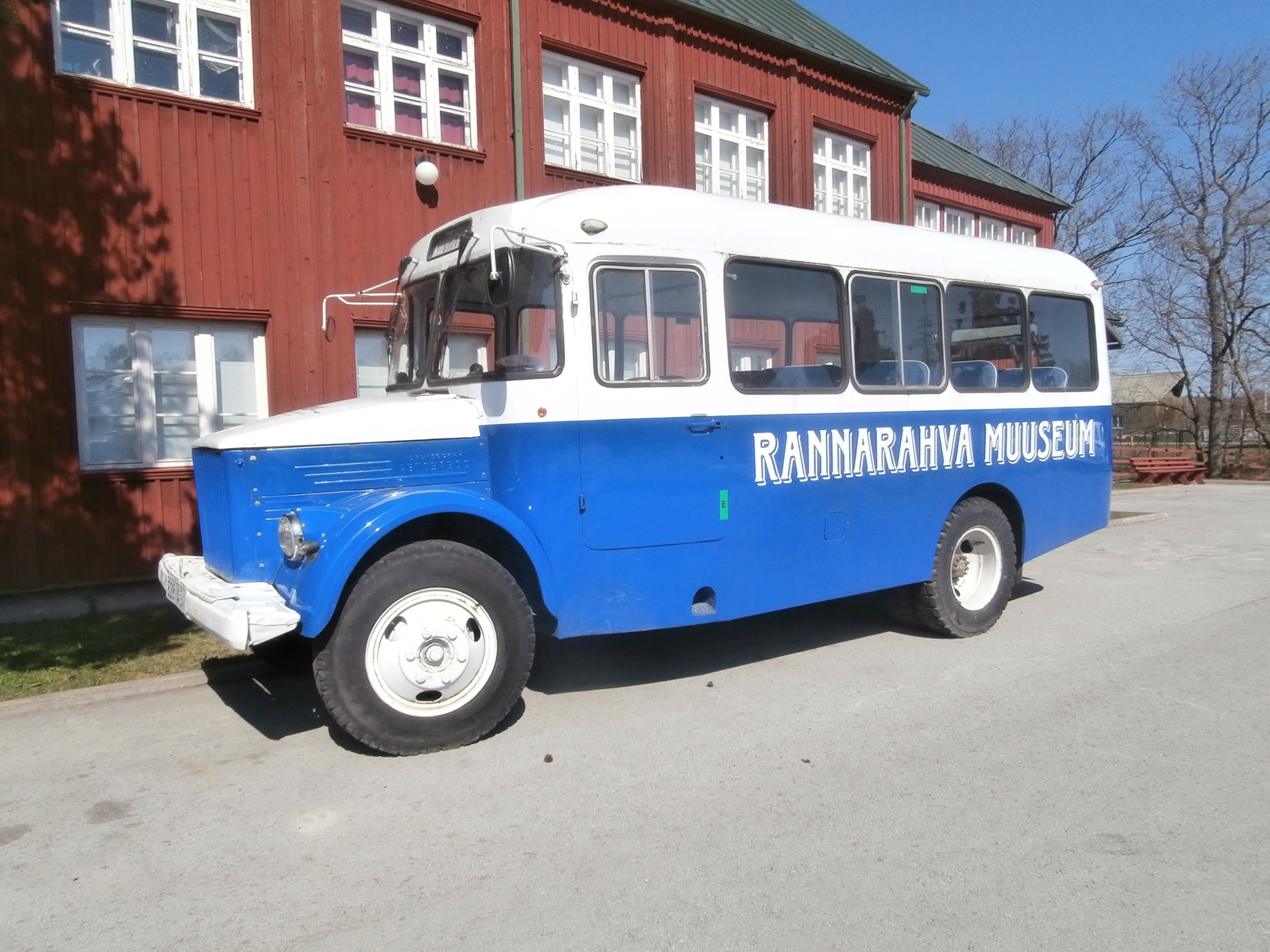
GZA-651 – stejný model se vyráběl i pod označením PAZ-651

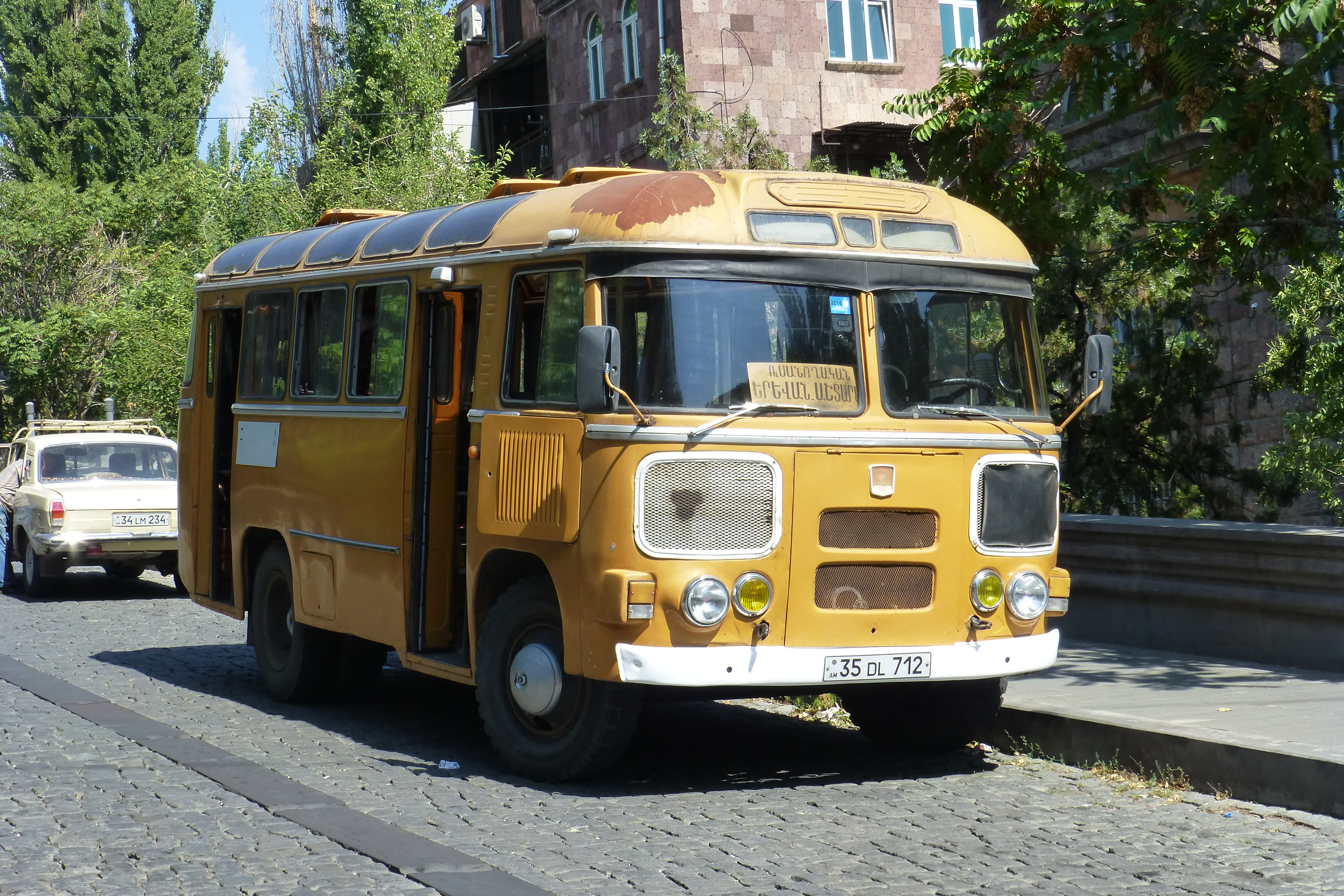
PAZ-672 v Jerevanu

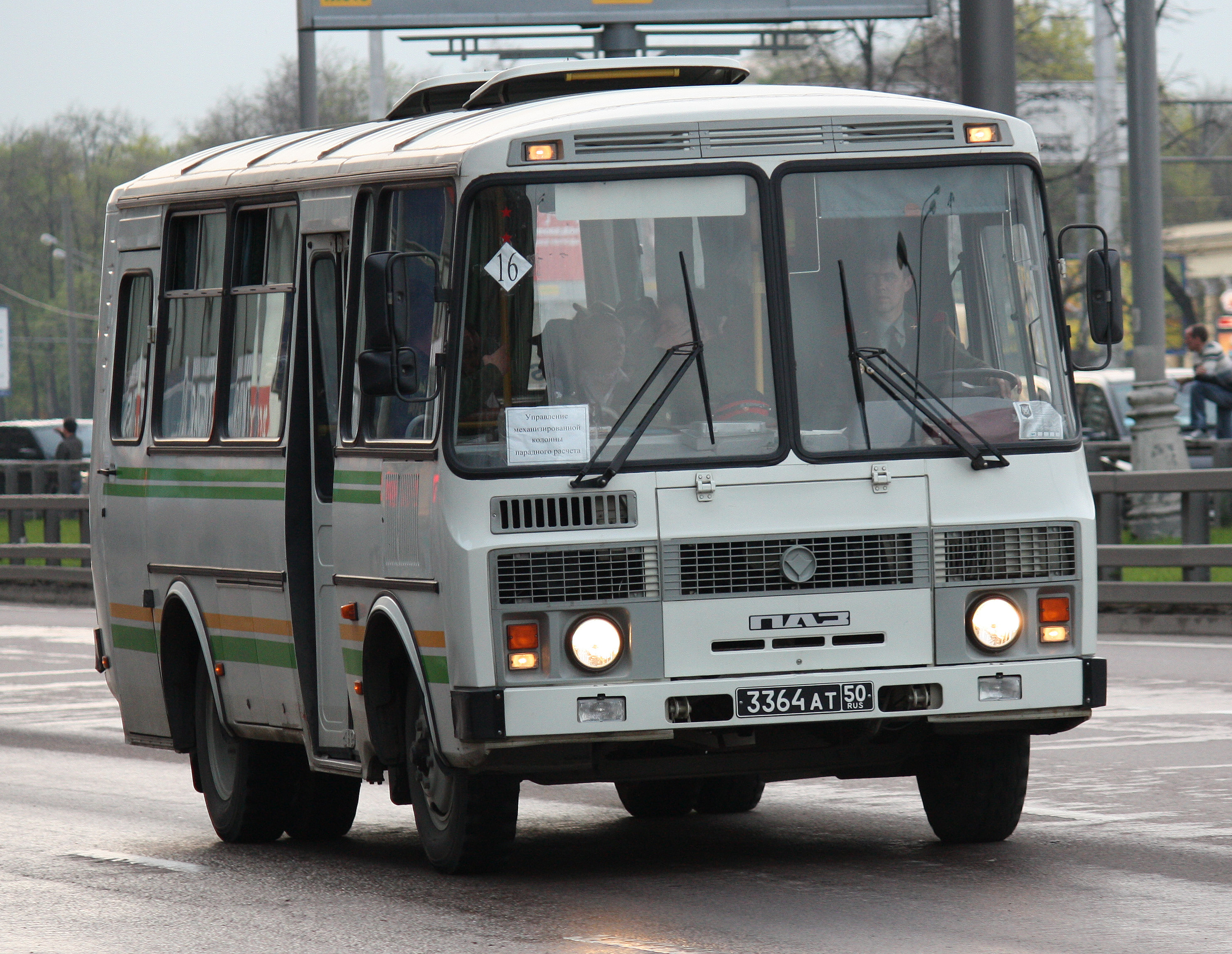
PAZ-3205

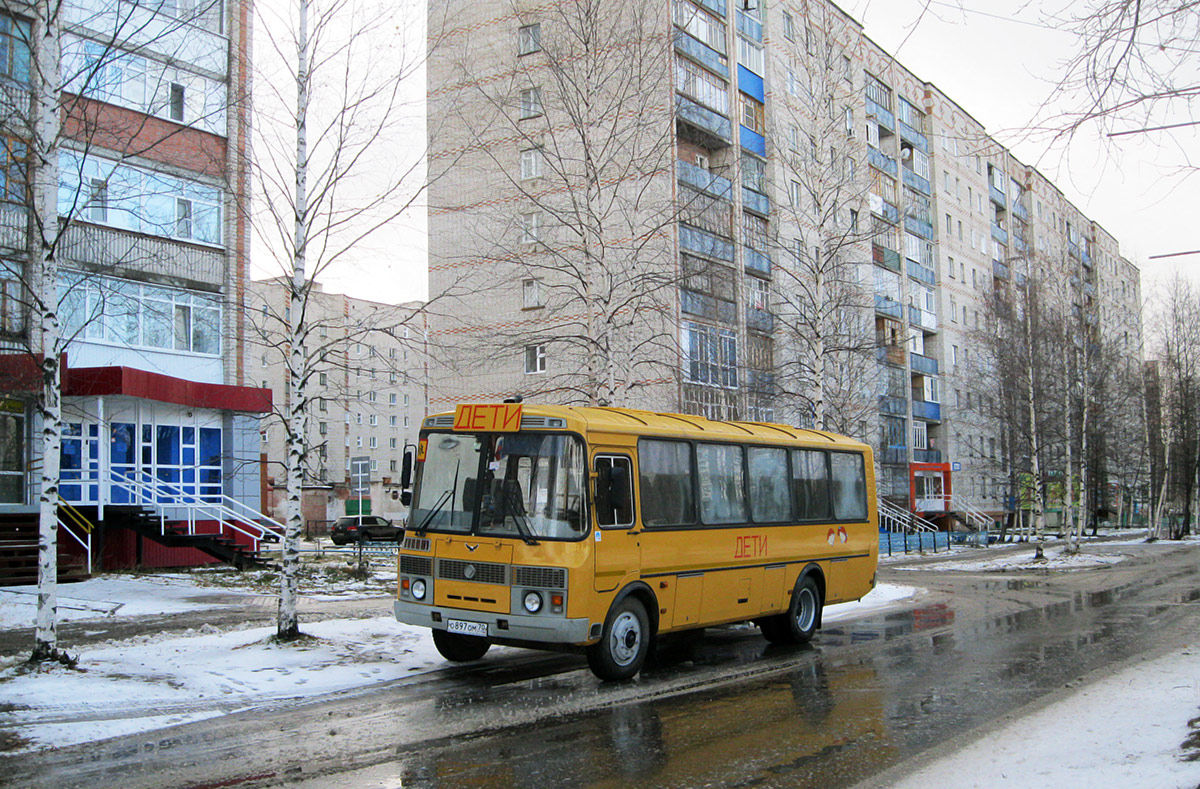
Školní autobus PAZ-4234

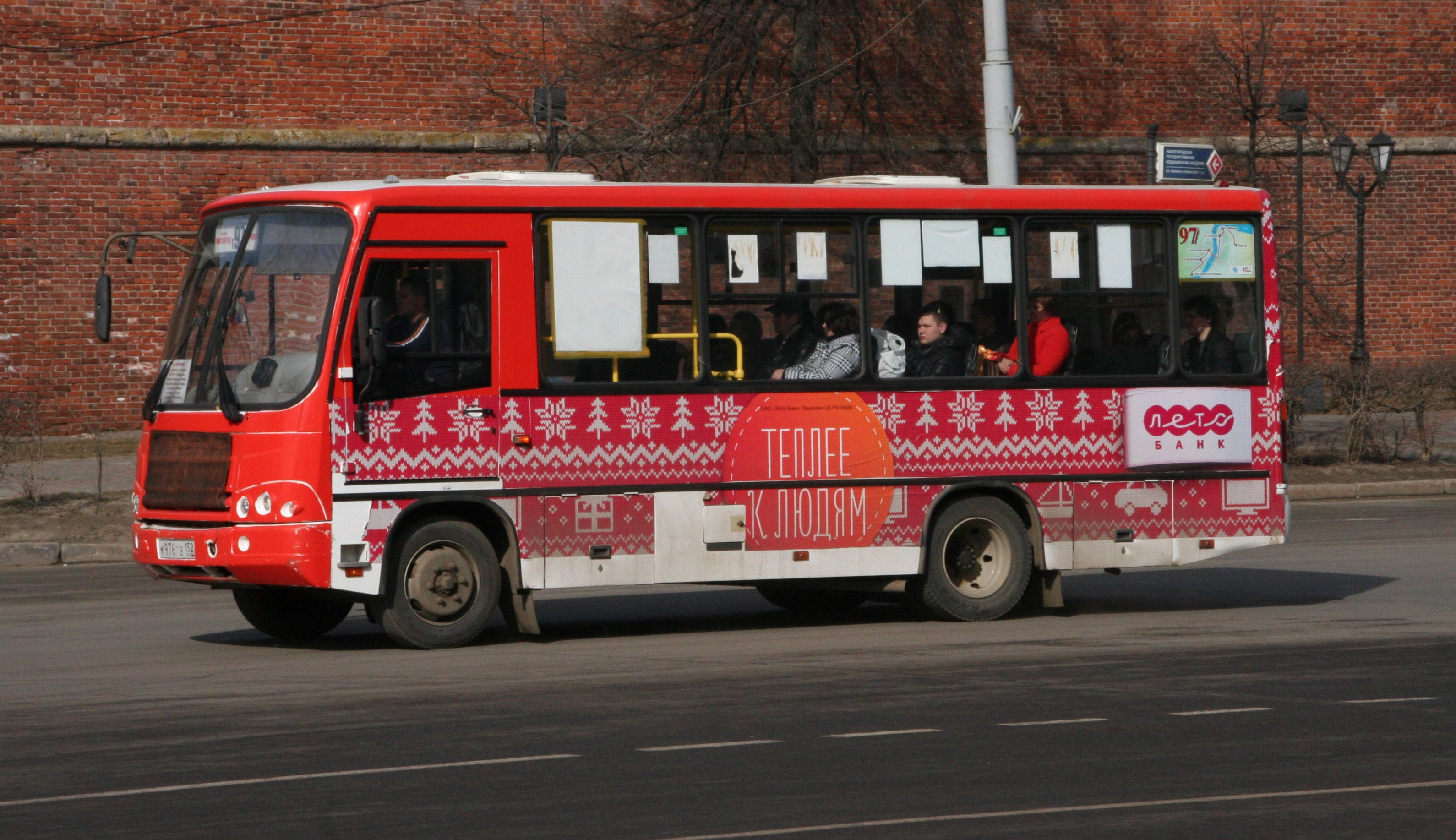
PAZ-3204 v Nižním Novgorodě

Pavlovský autobusový závod (rusky Павловский автобусный завод), jinak také Pavlovský autobus (rusky Павловский автобус), ve zkratce PAZ, je ruský výrobce autobusů sídlící ve městě Pavlovo v Nižněnovgorodské oblasti.

## Historie
O založení závodu bylo rozhodnuto v roce 1930 a výroba začala v roce 1932. Závod vyráběl nářadí a části karoserií pro závod GAZ v Nižním Novgorodě. V roce 1952 byl výrobní program změněn a závod byl přejmenován na Pavlovský autobusový závod (PAZ). Specializací závodu se staly malé autobusy sedmimetrové délky. Už v srpnu 1952 bylo dokončeno pět autobusů s kapotovou karosérií typu PAZ-651 (GZA-651) na podvozku nákladního automobilu GAZ-51. Produkce kapotových autobusů byla následně převedena do Kurganského autobusového závodu (KAvZ).
V roce 1958 začala výroba prvního autobusu vlastní konstrukce. Byl to typ PAZ-652 s bezkapotovou (trambusovou) karoserií a dvěma skládacími dveřmi.
V listopadu 1968 byl bez přerušení výroby PAZ-652 nahrazen typem PAZ-672, který se stal nadlouho základem produkce. Souběžně byla vyráběna i plněpohonná modifikace se zvýšenou průchodivostí a s jedinými dveřmi PAZ-3201.
V šedesátých letech dvacátého století se zformovala modelová politika závodu jako výroba velkého počtu modifikací odvozených od jediného základního modelu. Cílem byla maximální unifikace ve výrobě i při provozování a údržbě.
Prosinec 1989 přinesl začátek výroby typu PAZ-3205. Ten se stal základem pro vývoj více než 30 modifikací. Sériově se ale vyrábělo okolo deseti různých verzí. Některé se po modernizaci stále vyrábějí. Plněpohonná verze je označena PAZ-3206.
Od roku 2000 se nabídka výrobce rozšířila o větší (delší) autobusy přes sedm metrů délky. Produkce nízkopodlažního typu PAZ-3237 začala v roce 2003, typ PAZ-3204 se dostal k uživatelům v roce 2009.
Firma PAZ vyvinula také účelové školní modifikace autobusů PAZ-3205 a PAZ-3206, které dodává v charakteristickém žlutém laku.
Výrobní kapacity podniku umožňují produkci více než 10 000 vozů ročně. Firma v roce 2016 užívá název Pavlovský autobus a od roku 2000 patří spolu s výrobcem KAvZ do skupiny firem GAZ.
Na konci 90. let 20. století byly vyvinuty větší autobusy s větší obsaditelností, ale jejich produkce nikdy nedosáhla významnějších počtů.

## Vyráběné modifikace
Zde je uveden pouze přehled nejpočetněji vyráběných provedení. Mezitypy a specializovaná provedení zde nejsou zmíněna.
- PAZ-651 (1952 – 1958, v letech 1958 – 1961 souběžně s produkcí v KAvZ)
- PAZ-652 (1958 – 1968)
- PAZ-672 (1968 – 1989)
- PAZ-3201 (1972 – 1989)
- PAZ-3205 (od roku 1989)
- PAZ-3206 (od roku 1995)
- PAZ-5272 (1999 – 2003)
- PAZ-4230 (2001 – 2002, výroba předána do KAvZ)
- PAZ-3237 (od roku 2003)
- PAZ-3204 (od roku 2006)